# 寫實機器人
真實系機器人 （英語：Real robot），或稱為真實系，是指動畫或電子遊戲當中登場的機器人當中的一種分類，形容設定較接近現實中的兵器或產業機械的大型機器人。此類作品的機器人在世界設定中，是被廣泛使用的存在，原則上外型以人類或其他現實生物的型態為主體。
這個名稱最早是從任天堂FC遊戲機的遊戲《超級機器人大戰》及其後的系列開始使用，在本遊戲中「真實機器人」的定義如同上述。另一方面，設定上較偏向超級英雄式的機器人如「無敵鐵金剛」等則稱為超級系機器人。

## 概要
動漫作品中對「寫實系機器人」的定義，廣義界定為：
- 部份故事背景、科技與現實世界有所關連（例如韋基利從F14戰機改造而成；自由鋼彈、決鬥鋼彈的磁軌炮亦為真實存在科技）
- 機體設計更講求實用性、功能性（例如武器可以互換增加通用性、後繼機會具體針對舊機體的設計經驗，性能及裝備上作出不同增刪）
- 每種武器功能，都有一套建基於故事世界觀的理論，解釋其開發基礎（例如「Z計劃」中，從力克·迪亞斯開始，歷經百式、Z、ZZ、以至ν鋼彈開發而成的可變骨架TMR、以及GN太陽爐、以及衍生而成的擬太陽爐及GN粒子貯存罐）
- 主角機往往會發展為量產機，同時考慮到成本適度削減部份機能（例如量產化鋼彈「GM」，廢除內建核心戰機、裝甲亦選用次級的質素以達至迅速大量生產），又會衍生出一批由皇牌機師操縱的專用機體（例如紅色彗星的專用機體，大都是從量產機改修的強化版本。）

## 真實機器人動畫的起源
以「真實系機器人」為作品概念的先驅，是《機動戰士GUNDAM》的監督富野由悠季。劇中的機動戰士確立了真實機器人動畫的幾個要件：
- 機器人被冠以MS之類在作品世界中特殊的名稱，並且包含了軍事武器與產業機械等層面。
- 具有「量產型」「試驗品」「不良體」「改裝機」等現實世界的產業概念。

這兩項創新是真實機器人動畫相對於過去的機器人動畫最大的不同點。
在《機動戰士GUNDAM》之前以戰鬥動作片為題材的動畫，也曾出現過多數的量產兵器與國家間的戰爭描寫，例如《宇宙戰艦大和號》。在劇中這艘戰艦的存在只是為了當作故事中的背景與主角們的舞台。真實機器人動畫承襲了《宇宙戰艦大和號》的理念，將過去超級機器人動畫中「主角機體等於主角本身」（甚至是主角以上的存在）的習慣徹底顛覆，機器人成為劇中的道具般的存在，從而使機器人動畫的表現手法推進到類似實寫連續劇的境界。

## 真實機器人動畫的發展
承接《機動戰士GUNDAM》所引起的機器人動畫熱潮，於1982年播出的《超時空要塞Macross》則將真實機器人的概念更向前推進了一步。在《Macross》劇中設定了Battroid與Destroid兩種機器人，其中Battroid是以當時美國海軍當時的新銳戰鬥機F-14雄貓式戰鬥機為藍本而設計的可變型戰鬥機VF-1女武神的其中一個型態。而Destroid則是以戰車等地面兵器為出發點所設計，具有砲擊或格鬥等多種不同型態的機器人。而設定上採取人形的理由則是因為敵方是身高10米的外星巨人。
此後為了追求真實性，而在設計與故事上下功夫，針對青少年而非兒童年齡層，軍事色彩濃厚的各式各樣機器人動畫被製作出來，成為一種風潮。例如：
- 《太陽之牙》當中主角們搭乘稱為Combat Armor的人形兵器，而故事的主軸則是描寫殖民行星對母星球的獨立戰爭當中的人性群像。
- 《裝甲騎兵VOTOMS》當中的Armord Trooper被主角不停地更換與丟棄，徹底強調其量產兵器的本質。
- 以稱為可動骨架的內骨骼構造為基礎所設定的《重戰機L-Gaim》與《機動戰士Z GUNDAM》，將後世機器人動畫的設計概念徹底更新。
- 《機動警察PATLABOR》以現實的日本為基礎，構想近未來廣泛使用產業用機器人的社會，以及機器人對社會的影響。

電子遊戲的普及也對真實機器人的風潮起了推波助瀾的作用。例如「真實機器人」這個名詞本身就是機器人大戰這個遊戲所創造。而Square Enix所出品的《系列》等描寫真實系機器人在戰場上活動的RPG遊戲也所在多有。另外由於3DCG技術的實用化，實際操作機器人進行戰鬥的模擬遊戲如（Armord Core）、《重鐵騎》等等也有很廣泛的市場。

## 真實機器人動畫的代表人物
- 富野由悠季
- 高橋良輔
- 大河原邦男
- 永野護
- 河森正治
- 出渕裕
- 角木肇